# Ogcodes borneoensis
Ogcodes borneoensis är en tvåvingeart som beskrevs av Evert I. Schlinger 1971. Ogcodes borneoensis ingår i släktet Ogcodes och familjen kulflugor. Inga underarter finns listade i Catalogue of Life.